# Île Short
L'île Short est une île de l'État de Washington dans le Comté de Pierce aux États-Unis appartenant administrativement à Camp Murray.

## Description
Elle s'étend sur environ 52 m de longueur pour une largeur de 35 m. 